# Fonds pétrolier Timor-Leste
Le Fonds pétrolier du Timor-Leste (portugais : Fundo petrolífero de Timor-Leste) est un fonds souverain dans lequel l'excédent de la richesse produite par les revenus du pétrole, et du gaz est déposé par le gouvernement du Timor oriental.